# Crumomyia glacialis
Crumomyia glacialis es una especie de moscas de la familia Sphaeroceridae.

## Distribución geográfica
Se distribuye por el sur de Europa: la península ibérica (España), mitad sur de Francia, Italia, Eslovaquia y sur de Ucrania.